# Schlaft gut, ihr fiesen Gedanken (Film)
Schlaft gut, ihr fiesen Gedanken (Originaltitel: Turtles All the Way Down) ist ein US-amerikanisches Filmdrama von Hannah Marks, das Anfang Mai 2024 in das Programm des Video-on-Demand-Anbieters HBO Max aufgenommen wurde. Der Liebesfilm mit Isabela Merced, Felix Mallard und Cree Cicchino in den Hauptrollen basiert auf dem gleichnamigen Jugendroman von John Green.

## Handlung
Die 16-jährige Aza Holmes lebt in Indianapolis, besucht die Highschool und leidet unter Angststörungen und Zwangsneurosen, was das Leben des Teenagers und ihre Beziehung zu ihrer Mutter Gina und ihrer besten Freundin Daisy nicht einfacher macht. Ihr Vater ist verstorben.
Während eines ihrer regelmäßigen Mittagessen bei Applebee's überlegt Daisy, wie man an die Belohnung von 100.000 US-Dollar kommen könnte, die die Polizei für Hinweise auf den Aufenthaltsort des seit einiger Zeit vermissten Milliardärs Russell Pickett ausgesetzt hat. Aza war früher mit dessen Sohn Davis befreundet und erinnert sich daran, wo dieser seine Sommer verbrachte. Sie schleichen sich auf das Anwesen, werden aber von einem Sicherheitsteam erwischt und zur Villa der Familie Pickett gebracht, wo Davis und sein jüngerer Bruder Noah leben. Ihre Mutter ist vor einigen Jahren gestorben, aber auch von ihrem Vater fehlt jede Spur.
Schnell können Davis und Aza wieder an ihre alte Freundschaft anknüpfen. Sie verbringen fortan jeden Tag zusammen.

## Literarische Vorlage

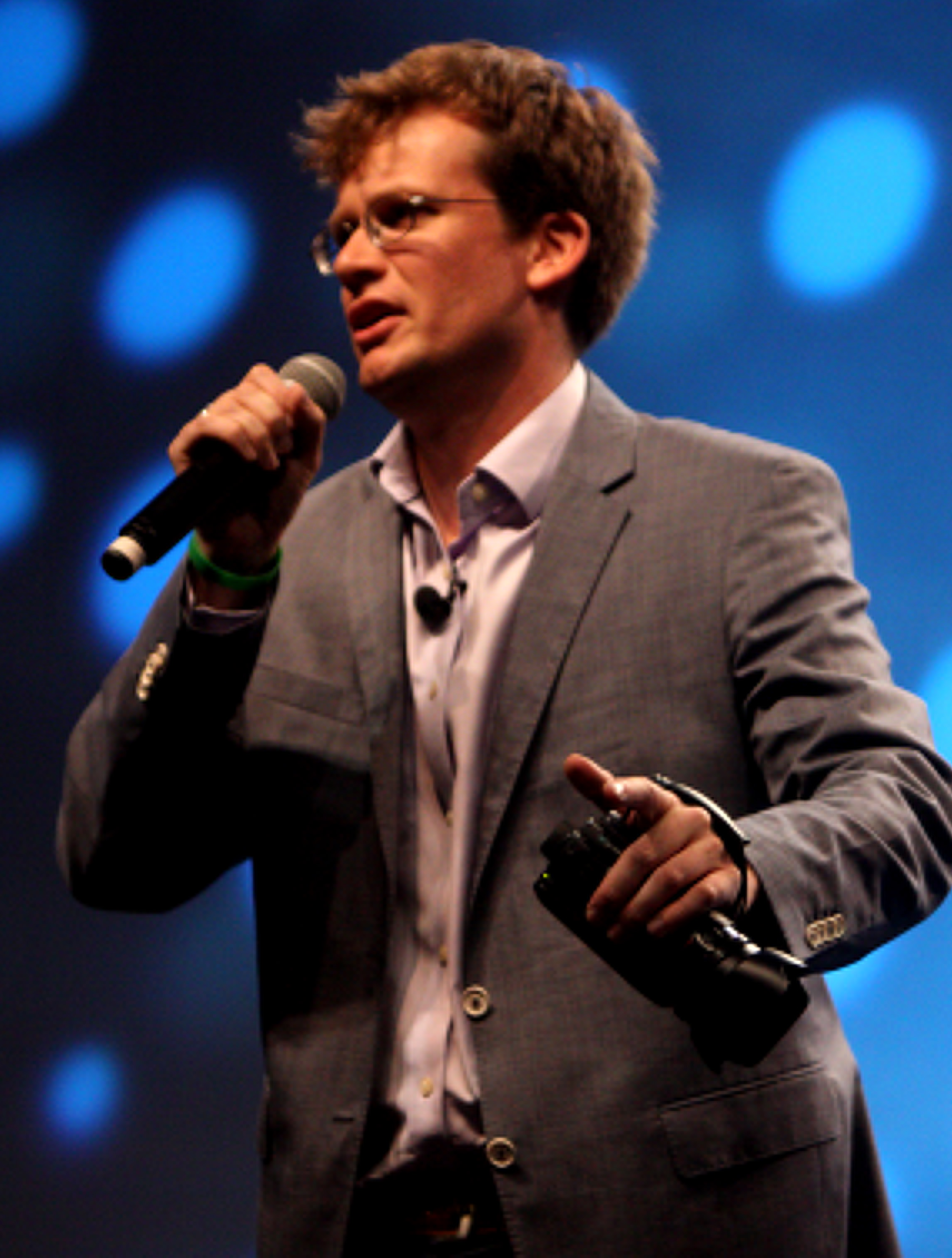
Autor John Green

Der Film basiert auf dem Jugendroman Schlaft gut, ihr fiesen Gedanken von John Green aus dem Jahr 2017. Es handelt sich dabei um den fünften Roman des US-amerikanischen Schriftstellers. Die 16-jährige Protagonistin Aza Holmes stammt darin wie Green aus Indianapolis, besucht die Highschool und leidet an einer Zwangsstörung. Sie hat schreckliche Angst vor dem menschlichen Mikrobiom und ist besorgt, sich über eine mögliche Infektion anzustecken.
Die Phrase „turtles all the way down“ soll das Problem eines immerwährenden Zurückgehens zum Ausdruck bringen. Sie spielt auf die mythologische Vorstellung einer Weltschildkröte an, die eine flache Erde auf ihrem Rücken trägt. Diese ruht auf dem Rücken einer noch größeren Schildkröte, die selbst Teil einer endlosen Kolonne immer größerer Schildkröten ist. Der Ausdruck wurde verwendet, um Probleme wie das Regressargument in der Erkenntnistheorie zu veranschaulichen.
Auch Greens vier vorherige Romane Margos Spuren, Eine wie Alaska, Tage wie diese und Dil Bechara wurden verfilmt.

## Produktion

### Regie und Drehbuch
Regie führte Hannah Marks. Es handelt sich nach After Everything, Mark, Mary & Some Other People und Lass mich nicht gehen um ihre vierte Regiearbeit. Isaac Aptaker, Elizabeth Berger adaptierten Greens Roman für den Film.

### Besetzung und Dreharbeiten

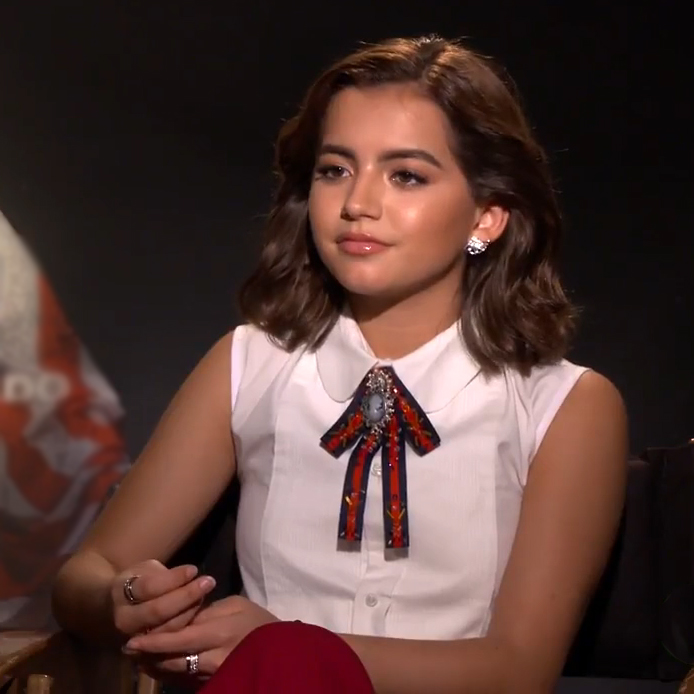
Isabela Merced spielt in der Hauptrolle Aza Holmes

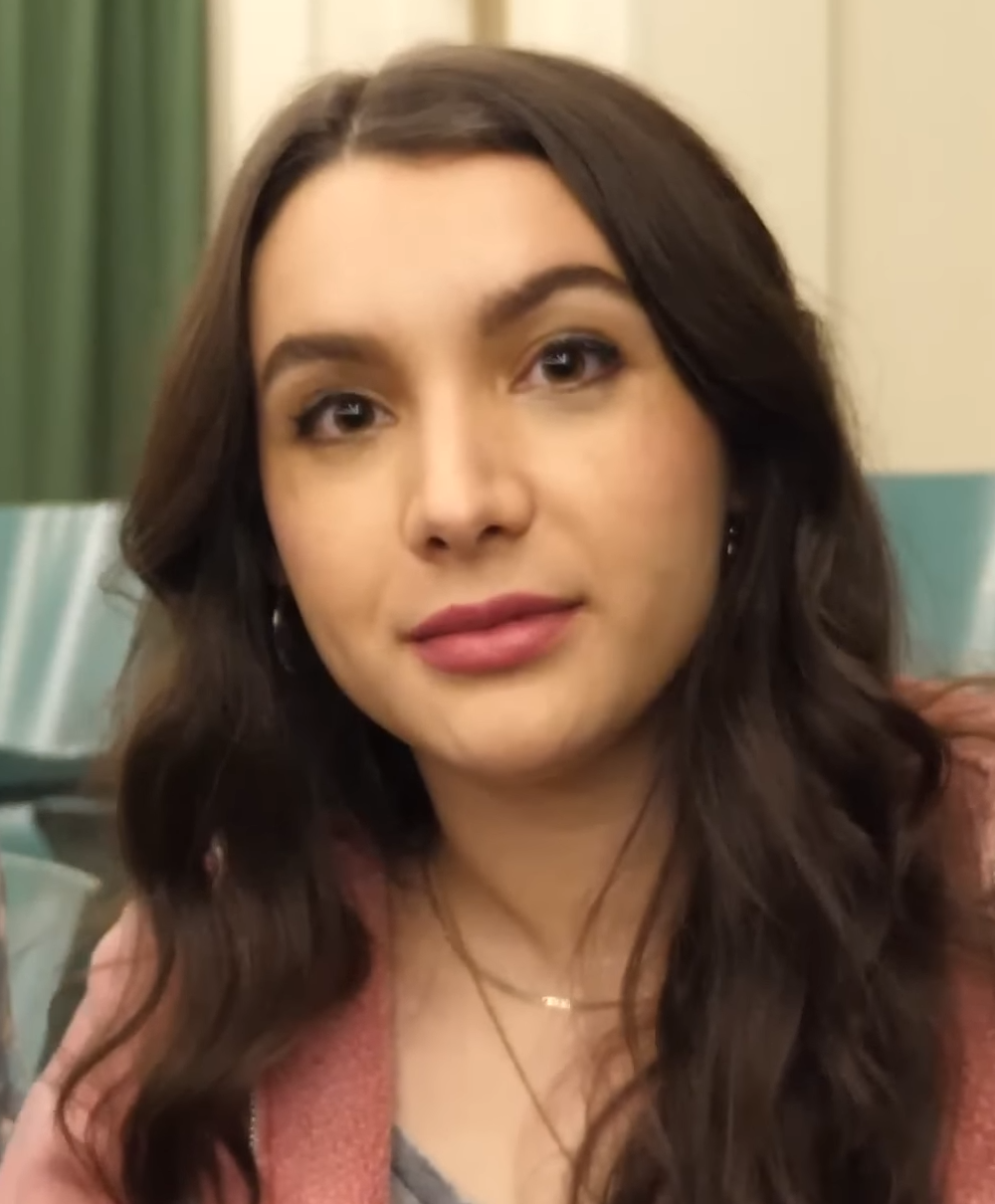
Regisseurin Hannah Marks selbst spielt Holly

Die Nachwuchsschauspielerin Isabela Merced, eine US-Amerikanerin mit peruanischer Wurzeln bekannt aus dem Science-Fiction-Film Madame Web, spielt in der Hauptrolle Aza Holmes. Sie war bereits in der Verfilmung von Greens Roman Tage wie diese von Luke Snellin aus dem Jahr 2019 in der Hauptrolle zu sehen. Der Australier Felix Mallard übernahm die Rolle von Davis Pickett, Azas Freund aus Kindertagen. Chuck Thompson spielt dessen Vater, den Milliardär Russel Pickett, der zu Beginn des Films von der Polizei gesucht wird und für Informationen zu dessen Aufenthaltsort diese eine Belohnung von 100.000 US-Dollar ausgesetzt hat. Miles Ekhardt ist in der Rolle von Davis’ jüngerem Bruder Noah zu sehen. Cree Cicchino spielt Azas beste Freundin Daisy Ramirez und Judy Reyes ihre Mutter Gina. In weiteren Rollen sind J. Smith-Cameron als Professorin Abbott, deren Psychologievorlesungen Aza besucht, und Poorna Jagannathan als ihre Psychiaterin Dr. Singh zu sehen. Regisseurin Hannah Marks selbst ist in der Rolle von Holly zu sehen.
Die Dreharbeiten wurden Ende April 2022 in Cincinnati in Ohio begonnen. Als Kameramann fungierte Brian Burgoyne, der zuletzt mit Michael Dowse für Coffee & Kareem, mit Michael Showalter für Spoiler Alert und mit Jennifer Kaytin Robinson für Do Revenge zusammenarbeitete.

### Filmmusik und Veröffentlichung
Die Filmmusik komponiert der US-Amerikaner Ian Hultquist, ein Gründungsmitglied der Electropop-Band Passion Pit. Das Soundtrack-Album mit insgesamt 22 Musikstücken wurde Anfang Mai 2024 von WaterTower Music als Download veröffentlicht.
Der Film wurde am 2. Mai 2024 in das Programm des Video-on-Demand-Anbieters HBO Max aufgenommen. In Deutschland ist am 1. August 2024 zunächst eine Ausstrahlung bei Sky Cinema und im Anschluss eine Veröffentlichung beim Streamingdienst WOW vorgesehen.

## Altersfreigabe und Kritiken
In den USA wurde der Film als PG-13 eingestuft. In Deutschland wurde der Film von der FSK ab 12 Jahren freigegeben.
Von den bei Rotten Tomatoes aufgeführten Kritiken sind 86 Prozent positiv.